# Дейнджерфилд (Техас)
Дейнджерфилд (англ. Daingerfield) — город в США, расположенный в северо-восточной части штата Техас, административный центр округа Моррис. По данным переписи за 2010 год число жителей составляло 2560 человек, по оценке Бюро переписи США в 2016 году в городе проживало 2460 человек.

## История
Утверждается, что первые европейцы, ступившие около 1740 года на нынешнюю территорию города, сделали привал у родника в центре нынешнего города. В 1830 году капитан Лондон Дейнджерфилд и отряд примерно в 100 человек вступили в битву с местными индейцами около родника. Дейнджерфилд был убит, а в его честь был назван город, образованный в начале 1840-х годов. В том же году была открыта первая школа. Город стал центром судебного округа Пасчал в Республике Техас. В 1846 году был открыт почтовый офис. В 1850 году была открыта частная школа для девочек, Сильвия Академи, а в 1852 году был основан колледж Чапел-Хилл.
В 1877 году в результате разделения округа Тайтус, Дейнджерфилд стал административным центром нового округа Моррис. В том же году в километре от юго-западной окраины города была построена железная дорога Louisiana, Arkansas and Texas. После крупного пожара в 1879 году, большинство организаций переехало ближе к железной дороге. К 1904 году в городе работали фабрика стульев, фабрика головных уборов, выделка сыромятной кожи, хлопкоочистительная машина и мельница. Во время Второй мировой войны в городе была создана сталелитейная компания Lone Star Steel Company, а также аэрофизическая лаборатория военно-морского бюро по боеприпасам США.
22 июня 1980 года в первой баптистской церкви Дейнджерфилда произошло массовое убийство. Бывший учитель старшей школы Элвин Ли Кинг III, вооружённый несколькими ружьями и пистолетами, убил 5 человек и ранил 10 за то, что члены церкви отказались явиться в суд и свидетельствовать против обвинений Кинга в насиловании собственной дочери. Кинг был арестовал после неудачной попытки застрелить себя и был обвинён в 5 случаях убийств и 10 случаях попытки убийства. 19 января 1982 года, до того, как суд принял решение по его делу, Кинг совершил самоубийство.

## География
Дейнджерфилд находится в центральной части округа, его координаты: 33°01′50″ с. ш. 94°43′33″ з. д..
Согласно данным бюро переписи США, площадь города составляет около 6,4 км2, практически полностью занятых сушей.

### Климат
| Показатель                    | Янв.  | Фев.  | Март  | Апр. | Май   | Июнь  | Июль | Авг. | Сен. | Окт.  | Нояб. | Дек.  |
| ----------------------------- | ----- | ----- | ----- | ---- | ----- | ----- | ---- | ---- | ---- | ----- | ----- | ----- |
| Абсолютный максимум, °C       | 27,8  | 32,8  | 33,3  | 35,6 | 37,8  | 40,6  | 41,7 | 44,4 | 43,9 | 36,7  | 35    | 28    |
| Средний суточный максимум, °C | 14    | 16    | 20    | 25   | 29    | 32    | 35   | 35   | 31   | 26    | 20    | 15    |
| Средний суточный минимум, °C  | 2     | 4     | 8     | 12   | 18    | 22    | 23   | 23   | 19   | 13    | 8     | 3     |
| Абсолютный минимум, °C        | −15,6 | −12,8 | −8,3  | 0    | 3,9   | 12,2  | 15   | 13,3 | 6,7  | −3,3  | −8,3  | −15   |
| Норма осадков, мм             | 82,3  | 101,3 | 115,6 | 90,4 | 120,7 | 105,7 | 83,6 | 69,1 | 81,8 | 116,3 | 113   | 112,3 |
| Источник: intellicast.com     |       |       |       |      |       |       |      |      |      |       |       |       |

## Население
Согласно переписи населения 2010 года в городе проживало 2560 человек, было 942 домохозяйства и 665 семей. Расовый состав города: 61,4 % — белые, 28,6 % — афроамериканцы, 0,5 % — коренные жители США, 0,2 % — азиаты, 0,0 % (0 человек) — жители Гавайев или Океании, 6,8 % — другие расы, 2,5 % — две и более расы. Число испаноязычных жителей любых рас составило 13 %.
Из 942 домохозяйств, в 38,3 % живут дети младше 18 лет. 43,7 % домохозяйств представляли собой совместно проживающие супружеские пары (17,2 % с детьми младше 18 лет), в 20,7 % домохозяйств женщины проживали без мужей, в 6,2 % домохозяйств мужчины проживали без жён, 29,4 % домохозяйств не являлись семьями. В 25,7 % домохозяйств проживал только один человек, 11,7 % составляли одинокие пожилые люди (старше 65 лет). Средний размер домохозяйства составлял 2,61. Средний размер семьи — 3,11 человека.
Население города по возрастному диапазону распределилось следующим образом: 30,1 % — жители младше 20 лет, 26,1 % находятся в возрасте от 20 до 39, 28,8 % — от 40 до 64, 15 % — 65 лет и старше. Средний возраст составляет 34,6 года.
Согласно данным опросов пяти лет с 2011 по 2015 годы, средний доход домохозяйства в Дейнджерфилде составляет 37 564 доллара США в год, средний доход семьи — 42 278 долларов. Доход на душу населения в городе составляет 18 042 доллара. Около 16,7 % семей и 19 % населения находятся за чертой бедности. В том числе 21,4 % в возрасте до 18 лет и 11,3 % в возрасте 65 и старше.

## Местное управление
Управление городом осуществляется мэром, заместителем мэра и городским советом, состоящим из четырёх человек.
Другими важными должностями, на которые происходит наём сотрудников, являются:
- Сити-менеджер
- Городской секретарь
- Городской юрист
- Шеф полиции
- Глава пожарной охраны

## Инфраструктура и транспорт

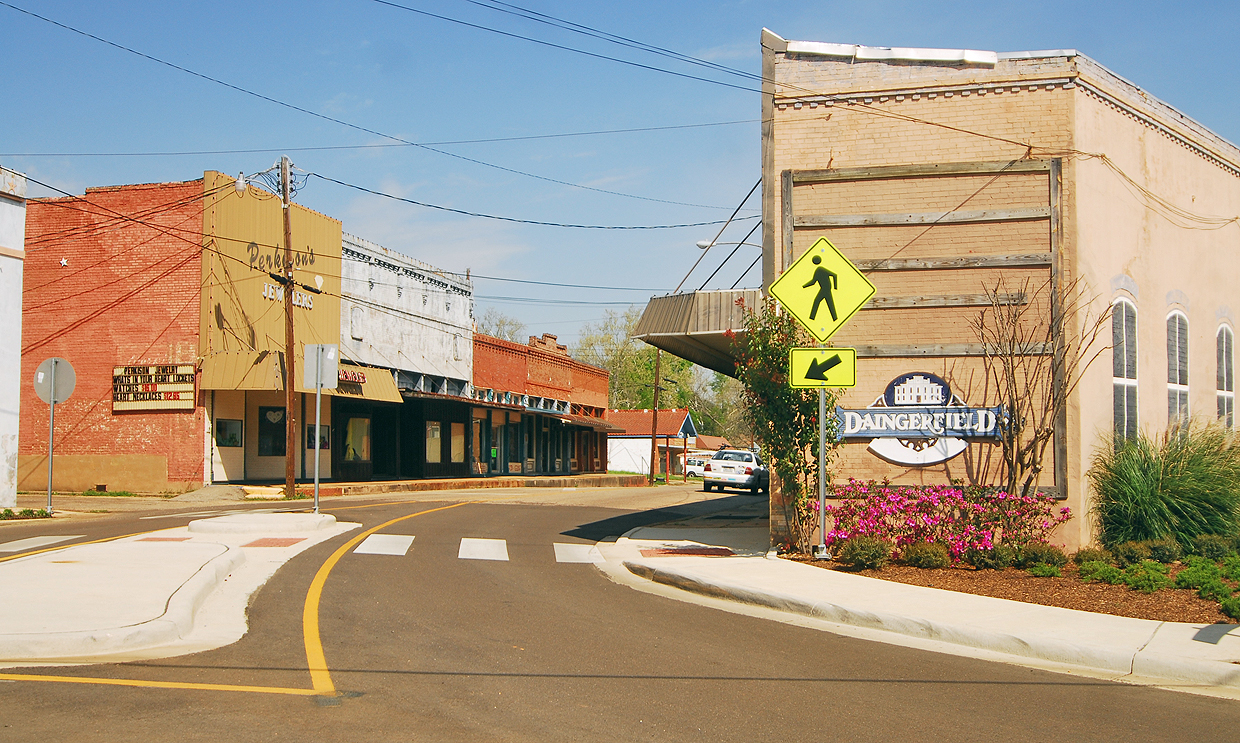
Улица в историческом центре Дейнджерфилда

Основными автомагистралями, проходящими через Дейнджерфилд, являются:
- автомагистраль 259 США идёт на север к границе с Оклахомой и на юг к городу Лонгвью
- автомагистраль 11 штата Техас идёт на запад к Питсбергу и на восток к городу Линден
- автомагистраль 49 штата Техас идёт на северо-запад в Маунт-Плезант и на юго-восток к городу Джефферсон

В городе располагается аэропорт большого округа Моррис. Аэропорт располагает одной взлётно-посадочной полосой длиной 914 метров. Ближайшим аэропортом, выполняющим коммерческие рейсы, является региональный аэропорт Восточного Техаса в Лонгвью. Аэропорт находится примерно в 80 километрах к югу от Дейнджерфилда.

## Образование
Город обслуживается независимым школьным округом Дейнджерфилд — Лон-Стар.